# 奈爾斯島
奈爾斯島（英語：Niles Island）是南極洲的島嶼，位於威爾克斯地，處於霍爾島南端，長0.4公里，屬於風車群島的一部分，根據美國海軍拍攝空中照片繪入地圖，現時由南極條約體系管理。